# Акбулак (Ордабасинский район)
Акбулак (каз. Ақбұлақ, до 2001 г. — Панфилово) — село в Ордабасинском районе Туркестанской области Казахстана. Входит в состав Бадамского сельского округа. Находится примерно в 25 км к югу от районного центра, села Темирлановка. Код КАТО — 514633800.

## Население
В 1999 году население села составляло 1531 человек (804 мужчины и 727 женщин). По данным переписи 2009 года, в селе проживало 1755 человек (882 мужчины и 873 женщины).